# BAK 1909
El Daimler-Krupp-Panzerkraftwagen-BAK 1909 (Ballon-Abwehr Kanonenwagen) fue el primer vehículo antiaéreo autopropulsado desarrollado por Alemania durante la I Guerra Mundial tomando como base el BAK 1906 para su uso contra aviones y aerostatos enemigos. 
El BAK 1909 consistía de un chasis de camión comercial Daimler sobre el cual iba montada una torreta giratoria armada con un cañón Krupp de 7,1/L/28 mm. AA